# Takhat II
Ne doit pas être confondu avec Takhat Ire.
Takhat II est une reine de l'Égypte antique de la XXe dynastie.

## Généalogie
Aidan Mark Dodson suppose qu'elle est la mère de Ramsès IX, ce qui ferait d'elle l'épouse du prince Montouherkhépeshef, fils du roi Ramsès III.

## Sépulture
La tombe KV10 dans la vallée des Rois, à l'origine prévue pour le roi Amenmes, abrite des représentations et des restes du sarcophage et des vases canopes des reines nommées Takhat et Baketourel ; dans la salle E, à gauche de la porte menant à la salle F, la reine Takhat est représentée portant les titres « mère divine », « mère royale » et « grande mère royale », le sarcophage indiquait quant à lui les titres « fille royale », « épouse royale » et « grande épouse royale », enfin les vases canopes indiquaient les titres « fille royale » et « grande épouse royale » ; un fragment de vase canope trouvé par Howard Carter près des tombes KV6 et KV55 (donc non loin de la tombe KV10), indiquait juste le nom de la reine Takhat.